# Cristoforo Castiglione (1345-1425)
Cristoforo Castiglione (Milano, 1345 – Pavia, 16 maggio 1425) è stato un giurista italiano. Da esso derivò il ramo mantovano della famiglia Castiglione.

## Biografia
Era figlio di Francescolo Castiglione (Francesco), di Cristoforo (?-1334), e di Barbara Birago de'Candia. 
Compì gli studi giuridici presso l'Università degli Studi di Pavia, dove ebbe a competere con un altro famoso giurista Baldo degli Ubaldi e venne soprannominato "Monarca delle leggi". Nel 1386 venne nominato consigliere del Ducato di Milano da Giovanni Maria Visconti e perorò la causa di Francesco Barbavara, esperto di finanza del ducato, affinché potesse rientrare a Milano. Alla morte del duca di Milano fu chiamato all'insegnamento all'Università di Pavia. Nel 1414 l'imperatore Sigismondo gli conferì il titolo di conte palatino.

## Discendenza
Cristoforo sposò Antonia da Baggio, dalla quale ebbe sei figli:
- Baldassarre (1414-1478), condottiero
- Giovanni
- Caterina
- Francesco, sposò Donnina Visconti di Bernabò, figlio di Gianmastino Visconti
- Orsina
- Isabella